# 除水垢试剂

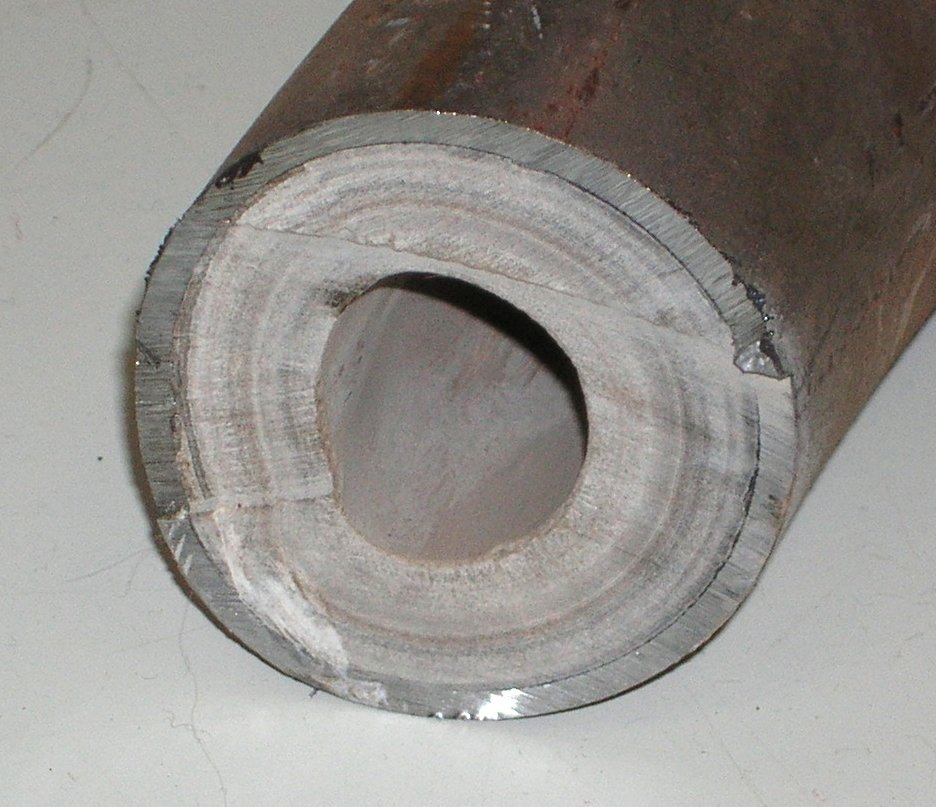
管路內產生的水垢，減少了管內的液體流動以及熱傳導，若用在换热器中，會降低热效率

除水垢試劑（descaling agent）是用來去除水垢的液態化学物质，水垢是和熱水接觸的金屬表面（例如锅炉、水加热器、燒水壺）上常會生成的物質。水垢可能是白色，也可能因為含有铁化合物而呈棕色。玻璃表面也會可能有水垢的痕跡，也常出現在浴室和廚房的磁磚上，因為陶瓷和玻璃和大部份的酸都不會反應，因此可以用除水垢試劑去除這些物品上的水垢，不必擔心會傷到物品本身。

## 作用
除水垢試劑一般會是酸性物質（像是盐酸），會和水垢上的碳酸鈣和碳酸鎂反應，產生二氧化碳氣體以及可溶鹽類。  
CaCO
3 (s) + 2 H+
 (aq)  →  Ca2+
 (aq) + CO
2 (g) + H
2O (l)
MgCO
3 (s) + 2 H+
 (aq)  →  Mg2+
 (aq) + CO
2 (g) + H
2O (l)
強酸性的除水垢试剂會腐蚀眼睛和皮膚，也會分解衣服纖維，因此在清潔時需要有適當防護，像是穿戴橡膠手套以及塑料围裙。
除水垢试剂會腐蝕黃銅，和其中的鋅反應，若黃銅是用在飲水的水管中，除水垢试剂會讓黃銅中少量的鉛釋放到飲用水中。若要為蒸氣煮沸器除水垢（像是義式咖啡中的蒸氣煮沸器），因為這種煮沸器不會完全裝滿，除水垢试剂也不會接觸到煮沸器的頂端，完全除水垢會很困難。若有這種情形，煮沸器的安全閥、探針以及壓力感測器有可能無法去水垢。

## 所使用的酸
著名的除水垢試劑有乙酸, 檸檬酸、乙醇酸、甲酸、乳酸、磷酸、氨基磺酸及盐酸。上述酸的鈣鹽可溶，可以在溶劑化過程中洗去。除水垢的速度和溶液的浓度和pH值有關。像盐酸的酸性比乙酸要強很多，因此前者除水垢的速度也會比較快。不過乙酸和檸檬酸比較不會傷害金屬材質，比較建議使用。
許多公司會將除水垢試劑配成缓冲溶液，以抑制對不同物質的腐蝕。一般會用大約10%濃鹽酸，加上腐蝕抑制劑，可能會再加上滲透劑和潤濕。這對機器（特別是换热器）的清潔效果較好，因此其中的水垢常會含有二氧化矽及其他污染物。增加劑可以減少對金屬的腐蝕，穿過並且軟化水垢中混合的其他物質，在清潔上可以比較快而且徹底。